# Податкова звітність
Податкова звітність — один з видів бухгалтерської звітності. Подається у вигляді податкових декларацій (розрахунків) платником податків (у тому числі відокремленими підрозділами у випадках, визначених Податковим Кодексом України) контролюючому органу у строки, встановлені законом, на підставі якого здійснюється нарахування та/або сплата податкового зобов'язання, чи документ, що свідчить про суми доходу, нарахованого (виплаченого) на користь платників податків — фізичних осіб, суми утриманого та/або сплаченого податку.
Податкова звітність, зазвичай, подається в електронній формі, але може подаватися й у паперовому вигляді.
Податкову звітність у паперовій формі зазвичай підписує керівник підприємства, але може підписати й уповноважена особа. У такому разі разом з податковою звітністю подається довіреність, на підставі якої діє така уповноважена особа.

## Відповідальність за складання податкової звітності
Відповідальність за неподання, порушення порядку заповнення документів податкової звітності, порушення строків їх подання контролюючим органам, недостовірність інформації, несуть: юридичні особи, резиденти або нерезидент України, які визначені платниками податків, а також їх посадові особи; фізичні особи які є платниками податку та їх законні чи уповноважені представники; податкові агенти. У разі не подання або несвоєчасного подання застосовується відповідальність у вигляді штрафу в розмірі 340 гривень за кожне таке порушення, у разі повторного порушення 1020грн.

## Подання податкової звітності
Податкова декларація подається за звітний період в установлені строки контролюючому органу, в якому перебуває на обліку платник податків. За кожний окремий податок потрібно подавати податкові декларації.
Платники можуть подавати декларації в електронному вигляді із дотриманням вимог законів України "Про електронні документи та електронний документообіг" та "Про електронні довірчі послуги". Контролюючим органам забороняється в односторонньому порядку розривати договір про визнання електронних документів.
Незалежно від наявності відмови у прийнятті податкової декларації платник податків зобов'язаний погасити податкове зобов'язання, самостійно визначене ним у такій податковій декларації, протягом строків, установлених Податковим кодексом України.

## Виправлення податкової звітності
Якщо платник у майбутніх періодах самостійно виявляє помилки що містяться у раніше поданій ним податковій декларації він зобов'язаний надіслати уточнюючий розрахунок до такої податкової декларації, Він має право не подавати уточнючої якщо уточнені показники відображатимуться у наступній податковій декларації.
Якщо показники оприлюдненої разом з аудиторським звітом річної фінансової звітності зазнали змін порівняно з минулими показниками, і такі зміни вплинули на показники раніше поданої річної податкової декларації з податку на прибуток підприємств то платник подає уточнюючий розрахунок до річної податкової декларації у строк не пізніше 10 червня року наступного за звітним.
Платник який самостійно (у тому числі за результатами електронної перевірки) виявляє факт заниження податкового зобов'язання минулих податкових періодів ( крім випадку коли платник перебуває на плановій чи позаплановій перевірці) зобов’язаний:
1. або надіслати уточнюючий розрахунок і сплатити суму недоплати та штраф у розмірі трьох відсотків від такої суми до подання такого уточнюючого розрахунку. Крім випадків подання уточнюючго розрахунку самостійного коригування відповідно до статті 39 ПКУ;
2. або відобразити суму недоплати у складі декларації з цього податку, що подається за податковий період, наступний за періодом, у якому виявлено факт заниження податкового зобов'язання, збільшену на суму штрафу у розмірі п'яти відсотків від такої суми, з відповідним збільшенням загальної суми грошового зобов'язання з цього податку.

Якщо платник подає нову декларацію з виправленими показниками до закінчення граничного строку подання декларації за такий самий звітний період або подання у наступних податкових періодах уточнюючу декларацію внаслідок виконання вимог щодо податкової соціальної пільги (стаття 169.4 ПКУ) то штрафи, визначені у цьому пункті, не застосовуються.
Якщо платник подає або не подає уточнюючий розрахунок до податкової декларації, поданої за період, що перевірявся протягом 20 робочих днів після дати складення довідки про проведення електронної перевірки, якою встановлено порушення податкового законодавства, відповідний контролюючий орган має право на проведення позапланової перевірки платника податків за відповідний період.